# 佐伯修
佐伯 修（さえき おさむ、1955年 - ）は、日本のフリーライター。

## 来歴
東京都生まれ。北里大学水産学部卒業。
会社勤務を経て、1983年よりポピュラーサイエンスやフォークロア、歴史などを扱うフリーランスのライターとして活動。  

## 著書
- 『上海自然科学研究所 科学者たちの日中戦争』宝島社 1995
- 『外国人が見た日本の一世紀』洋泉社 新書y 2003
- 『偽史と奇書の日本史』現代書館 2007

共著
- 『天皇の鷹匠』花見薫（聞き書き）草思社 2002

## 参考
- ISBN　978-4-7684-6945-3